# رایچور
رایچور
شهر رایچور (به انگلیسی: Raichur) با جمعیت ۲۵۱٫۰۲۱ نفر در ایالت کارناتاکا در کشور هند واقع شده‌است.